# マイトリーパーラ・シリセーナ
マイトリーパーラ・シリセーナ（英語: Pallewatte Gamaralalage Maithripala Yapa Sirisena (発音 [pallewat̪t̪ə ɡaməraːləlaːɡeː majt̪ɾiːpaːlə jaːpaː siɾiseːnə]; Maithripala Sirisena, シンハラ語: මෛත්‍රිපාල සිරිසේන, タミル語: மைத்திரிபால சிறிசேன, 1951年9月3日 - ）は、スリランカの政治家。第7代大統領である。
日本語での表記としては、外務省が用いているシンハラ語読みに近いマイトリーパーラ・シリセーナ以外に、長音が省かれたマイトリパラ・シリセナやマイトリパーラ・シリセーナが用いられている。

## 来歴
シリセーナはスリランカ北中部州の政治家（ただし出身は西部州）であり、同州から初めて選出された大統領である。元々はスリランカ共産党の活動家だった。また、農学者であり、歴代の大統領で多々見られたような、スリランカの政治エリート層の出身ではない。
1989年に国会議員から初当選し、1994年以降は諸大臣を歴任している。シリセーナは2015年の大統領選において野党統一候補として出馬するが、その直前までは前大統領マヒンダ・ラージャパクサの下、与党スリランカ自由党 (SLFP) の幹事長かつ保健大臣として政権を支える側にあった。大統領選は、事前の予測では3選を目指すラージャパクサ陣営の優勢が予想されており、シリセーナの勝利は予想外のものとなった。この勝利は、多数派シンハラ人の中でも農村など地方の有権者と、ラージャパクサ政権により内戦後の社会から疎外されていた少数派のタミル人やイスラム教徒の票によるものだとみられており、シリセーナ陣営が支持されたという以上に反ラージャパクサという意味合いが強いものであった。

### 大統領
シリセーナは大統領就任後、100-day reform program と呼ばれる改革案を掲げており、選挙から100日で前政権で強まった大統領権限を見直す改革を行うとともに、汚職問題や内戦末期の戦争犯罪の調査を進めるとした。首相には、統一国民党 (UNP) の党首であるラニル・ウィクラマシンハを任命した。なおシリセーナ自身は引き続きSLFPに留まり、大統領を党首とする同党の規定に基づきSLFP党首に就任した。
2015年8月にはスリランカ議会選挙も実施され、シリセーナを支持するUNPが勝利、第1党となり、大統領就任以来進めてきた政策が評価される形となった。選挙の結果を受け、UNPとSLFPによる大連立政権が結成された。
しかし2016年以降、次第にシリセーナとウィクラマシンハ、UNPとSLFPの対立が顕著になり、またSLFP内部もシリセーナ派とラージャパクサ派が対立するなど政治的混乱が続いた。汚職や戦争犯罪の調査も進まず、経済が悪化したこともあり不満が高まり、2018年2月の地方選挙ではラージャパクサが主導するスリランカ人民戦線 (SLPP) に過半数を奪われる大敗を喫した。

#### 2018年の政変
2018年10月26日、シリセーナは突如ウィクラマシンハを首相から解任し、後任に前大統領のマヒンダ・ラージャパクサを任命した。だがウィクラマシンハ側も、2015年の憲法改正により大統領の首相解任権が失われているとして、また自身の率いるUNPらが国会の多数派であることから解任を拒否し、徹底抗戦の構えを見せた。多数派工作を行うも失敗したシリセーナ／ラージャパクサは国会解散を宣言するが、これも最高裁によって改正憲法では不可であるとして差し止められ、一方で11月16日には国会でラージャパクサ首相に対する不信任決議が可決された。12月14日には、最高裁がシリセーナの議会解散とウィクラマシンハを首相から解任したことは違憲との最終判断を下し、15日にラージャパクサは首相を辞任すると表明。翌16日にウィクラマシンハが再び首相に任命された。

#### 退陣
2018年の政変によりシリセーナの評価は急落し、またウィクラマシンハとの関係も改善しなかった。2019年4月に発生したスリランカ連続爆破テロ事件では、事前に警告を受けていたにもかかわらず、政治的対立により対策が行われなかったと厳しい批判を受けた（シリセーナは自身も情報を入手していなかったと反論）。こうした中、シリセーナは2期目となる同年11月の大統領選においては出馬せずに中立を表明。退陣した。次期大統領には、マヒンダ・ラージャパクサの弟のゴーターバヤ・ラージャパクサが当選した。退陣に際しては、直前に裕福な名家出身の死刑囚を恩赦しており、これも批判を受けた。

## 政策
前任大統領のマヒンダ・ラージャパクサは親中派であり、中国への依存が強かったが、シリセーナは大統領就任後から過度の対中依存を修正する政策を進めており、「全方位外交」の方針を採っている。しかし、中国にハンバントタ港を99年間貸与する政策に否定的な閣僚は解任するといったことも行ってる。